# Xentor schlingeri
Xentor schlingeri är en stekelart som beskrevs av Lubomir Masner och Johnson 2007. Xentor schlingeri ingår i släktet Xentor och familjen Scelionidae. Inga underarter finns listade i Catalogue of Life.